# Осино-Гайский сельсовет
Осино-Гайский сельсовет — муниципальное образование со статусом сельского поселения в составе Гавриловского района Тамбовской области Российской Федерации
Административный центр — село Осино-Гай.

## История
В соответствии с Законом Тамбовской области от 17 сентября 2004 года № 232-З установлены границы муниципального образования и статус сельсовета как сельского поселения.
В соответствии с Законом Тамбовской области от 24 мая 2013 года № 271-З в состав сельсовета включён упразднённый Дмитриевский сельсовет.

## Население
| 2010 | 2012 | 2013 | 2014  | 2015  | 2016  | 2017  |
| ---- | ---- | ---- | ----- | ----- | ----- | ----- |
| 637  | ↘610 | ↘579 | ↗1130 | ↘1071 | ↘1055 | ↘1016 |
| 2018 | 2019 | 2020 | 2021  |       |       |       |
| ↘984 | ↘950 | ↘909 | ↗951  |       |       |       |

## Состав сельского поселения
| № | Населённый пункт | Тип населённого пункта       | Население |
| - | ---------------- | ---------------------------- | --------- |
| 1 | Анненка          | село                         | ↘17       |
| 2 | Дмитриевка       | село                         | ↘365      |
| 3 | Королёвка        | деревня                      | ↘8        |
| 4 | Никольское       | деревня                      | ↘6        |
| 5 | Осино-Гай        | село, административный центр | ↘619      |
| 6 | Павловка         | деревня                      | ↘12       |